# Francisco Senra Coelho
Francisco José Villas-Boas Senra de Faria Coelho (Lourenço Marques, 12 de março de 1961) é um prelado português da Igreja Católica, atualmente Arcebispo da Arquidiocese de Évora.

## Biografia
Depois de chegar a Portugal, após a independência de Moçambique, frequentou o Seminário de Braga onde concluiu o antigo 7 ano na Arquidiocese de Braga. Em 1980 foi para o Seminário maior de Évora, onde frequentou os seis anos do Curso de Teologia no Instituto Superior de Teologia de Évora (ISTE) e foi ordenado presbítero em 29 de junho de 1986.
Estudou Filosofia no Pontifício Ateneu Antoniano, Teologia na Pontifícia Universidade Salesiana e obteve a licenciatura em História Eclesiástica na Pontifícia Universidade Gregoriana (1988-1991). Em 2008 doutorou-se em História pela Phoenix International University, nos Estados Unidos.
À data da nomeação episcopal era pároco de Nossa Senhora de Fátima, São Manços e Nossa Senhora da Consolação na Arquidiocese de Évora e era membro do Conselho Presbiteral.
A ordenação episcopal decorreu a 29 de junho de 2014 na Sé de Évora e foi presidida pelo arcebispo D. José Francisco Sanches Alves e teve como co-ordenantes os arcebispos D. Jorge Ferreira da Costa Ortiga e D. Maurílio Jorge Quintal de Gouveia.
No dia 26 de Junho de 2018, foi nomeado pelo Papa Francisco como 31.º Arcebispo de Évora, sucedendo a D. José Francisco Sanches Alves.
A entrada solene e tomada de posse da Arquidiocese de Évora aconteceu no dia 2 de Setembro de 2018, na Catedral de Évora.